# Frode Sander Øien
Frode Sander Øien (1969, Trondheim) também conhecido por seu pseudônimo Samuel Bjørk, é um escritor norueguês de romances policiais, autor de peças de teatro, cantor e compositor.

## Biografia
Ele já lançou seis álbuns musicais, exibiu várias obras de arte em diversas galerias. Det henger en engel alene i skogen (Viajo Sozinha) é a sua primeira obra como autor de thrillers noirs, está publicado em mais de trinta e um países e é um best-seller internacional com milhões de livros vendidos em todo o mundo.
Escreveu sua primeira peça teatral aos 21 anos, então escreveu cinco peças e traduziu Shakespeare.
Atualmente reside e trabalha em Trondheim, na Noruega.
Sobre o seu pseudônimo declara:
| “ | Na altura, eu era apenas um escritor e músico falido, e havia uma competição que basicamente perguntava: "Acha que consegue escrever o melhor romance policial da Noruega?". Eu pensei: "Bem, claro que posso". Não planeei nada, apenas criei um nome falso para que ninguém soubesse quem eu era, porque todos na Noruega sabiam quem eu era. Eu fiz álbuns e costumava ser uma estrela do rock e tudo mais, quando era jovem, então todos sabiam quem eu era e eu sabia que se eu escrevesse um livro com o meu próprio nome eles diriam: "Oh, o que é que ele fez agora?". | ” |

## Livros
- Fantastiske Pepsi Love (2001)
- Speed til frokost (2009)

### Como Samuel Bjørk

#### Série do Holger Munch e da Mia Krüger
- Det henger en engel alene i skogen (2013) em Portugal: Viajo Sozinha (Dom Quixote, 2020)
- Uglen (2015) em Portugal: A Coruja Caça Sempre à Noite (Dom Quixote, 2021)
- Gutten som elsket rådyr (2018) em Portugal: O Rapaz na Neve (Dom Quixote, 2023)
- Ulven (2021) (prequela)